# Ferdinand Kettler
Ferdinand Kettler (1655 — 4 mai 1737) est duc de la Courlande-Sémigalie de 1711 à sa mort. 

## Biographie
Il est le dernier fils de Jacques Kettler (1610-1682) et de Louise-Charlotte de Brandebourg (1617-1676). 
Il ne devait pas accéder au trône, mais la mort précoce de son frère Frédéric II Casimir Kettler en 1698, le fait devenir régent pour le compte de son neveu Frédéric III Guillaume Kettler, âgé de 6 ans.
Catholique, il s'allie avec son suzerain polonais contre la Suède lors de la Grande guerre du Nord (1700-1721) mais est vaincu à la Bataille de Daugava en 1701. La Courlande est occupée et il se réfugie à Dantzig en Pologne.
Après la mort, suspecte et sans postérité, de son neveu en 1711, il devait devenir duc de Courlande. Mais, catholique et surtout Kettler, la noblesse préfère confier le pouvoir à la veuve du défunt, Anne Romanov (future impératrice russe) qui devient régente. 
Ferdinand ne reçoit le trône qu'en 1730 à l'âge de 75 ans, après le couronnement d'Anne en Russie et l'échec de l'usurpation de Maurice de Saxe, un ancien amant d'Anne, en 1726.
Bien que fort âgé, il se marie rapidement avec la jeune Jeanne-Madeleine de Saxe-Weissenfels (1708-1760), fille de Jean-Georges de Saxe-Weissenfels (1677-1712) pour s'assurer d'un héritier et empêcher une guerre de succession. 
Il n'a pas de postérité et c'est Jean-Ernest von Biron, un amant de l'impératrice Anna Romanov, qui lui succède. Ce dernier ne peut réellement s'imposer qu'en 1763, en raison des problèmes internes que connait le duché.